# 제2회 서울독립영화제
제2회 서울독립영화제는 1976년에 열린 시상식이다.

## 수상 및 후보

### 최우수작품상
- 원 - 최인숙 수상

### KT&G상상마당상
- 설국이야기 - 선우완, 이우승 수상
- 색동 - 한옥희 수상

### 기획상
- 귀 - 유영무 수상

### 촬영상
- 설국이야기 - 이우승 수상

### 편집상
- 원 - 황영호 수상

### YES24상
- 수염 - 최영찬 수상